# 天兔座AF
天兔座AF，也稱為HD 35850，是位於天兔座的一顆F-型主序星，距離太陽系87.5光年（26.8秒差距）。它的視星等為6.3，接近在理想條件下 肉眼能見的極限。雖然一些研究認為它是一對分離僅0.021 AU，非常靠近的光譜聯星；但其他人的研究沒有顯示聯星性質的證據，並且假設的聯興性質很可能是由於星斑的存在所產生的偽影。

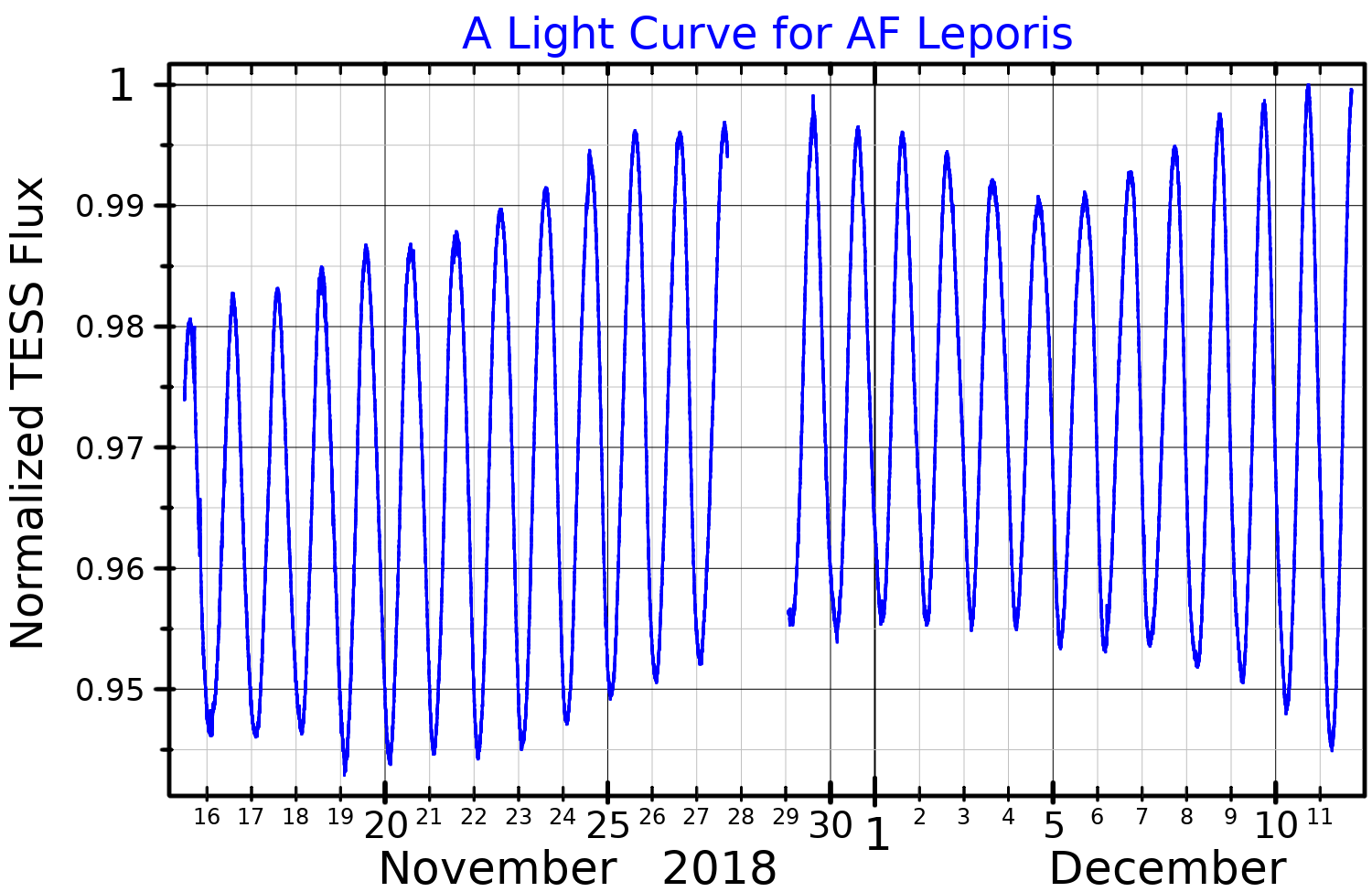
根據「TESS」數據繪製的天兔座AF的光變曲線。

天兔座AF是繪架座β移動星群的成員，其年齡年輕得驚人，僅約2,400萬歲。它擁有一個星周盤，並已知有一顆系外行星 。

## 行星系統

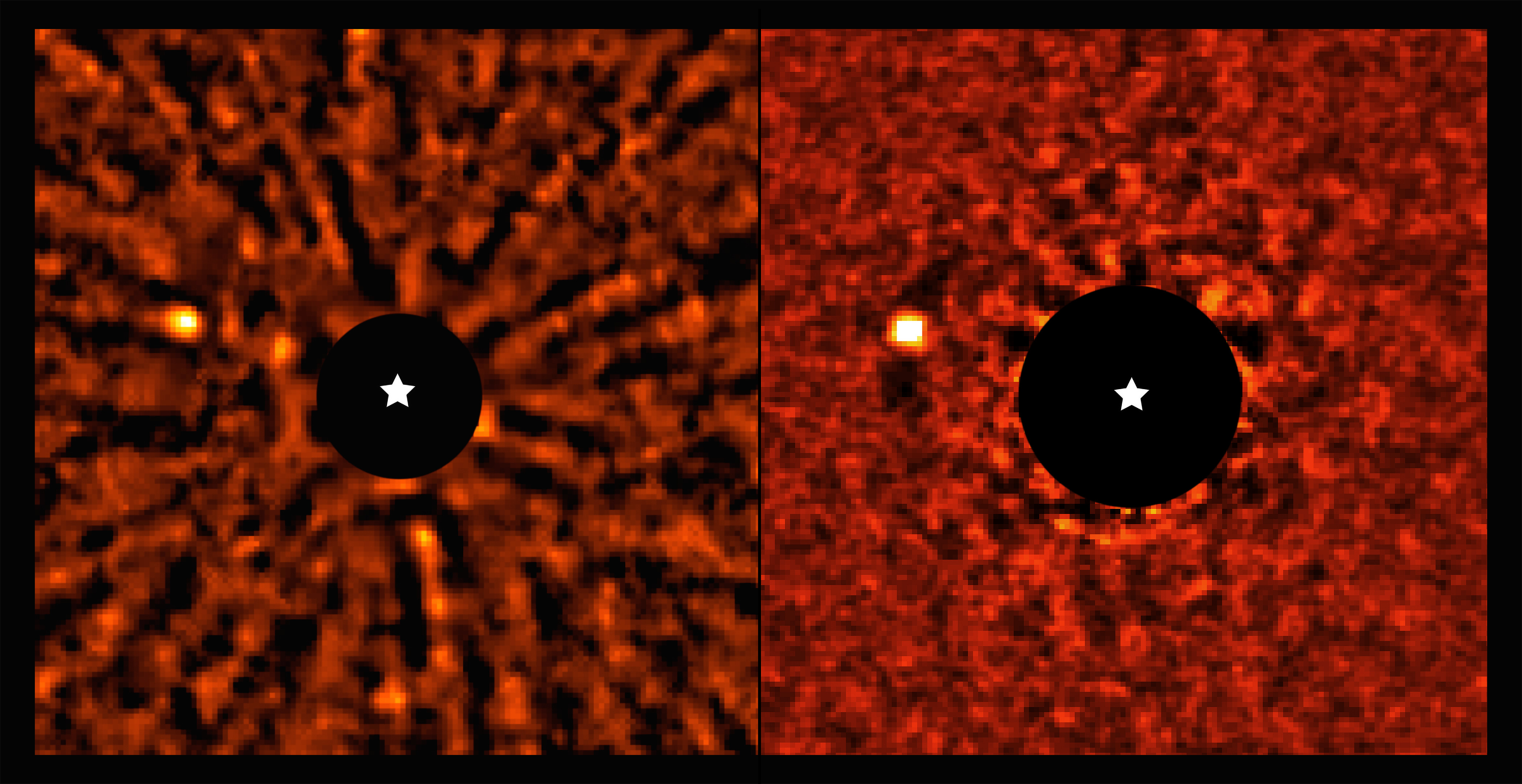
使用甚大望遠鏡上的SPHERE儀器拍攝的兩張天兔座AF b的影像

在2023年，通過凱克天文台的儀器NIRC2，和甚大望遠鏡的光譜偏振高對比外行星研究（SPHERE）儀器的直接影像，在天兔座AF周圍的軌道上發現了一顆氣態巨行星的系外行星。它也在依巴谷衛星和蓋亞任務的天體量測數據中被探測到，從而可以準確量測其質量。光譜證據表明，天兔座AF b具有富含金屬的大氣層，帶有矽酸鹽雲。
已經對天兔座AF b進行了多項研究，發現了一些不同的參數。動態質量測量範圍的最新值從2.8 MJ到 5.5 MJ，行星的軌道傾角範圍從 50°+9°
−12°到~98°，與前者的恆星傾角54°+11°
−9°一致，表明這是一個對齊的系統。所有的研究都發現這顆行星有一個相當偏心的軌道。
| 成員 (依恆星距離) | 质量            | 半長軸 (AU)  | 轨道周期 (天) | 離心率       | 傾角      | 半径        |
| ----------------- | --------------- | ------------ | ------------- | ------------ | --------- | ----------- |
| b                 | 2.8+0.6 −0.5 MJ | 8.2+1.3 −1.7 | 22.3+5.6 −6.7 | 0.4+0.3 −0.2 | 55+8 −13° | 1.2-1.55 RJ |
| 星周盤            | 46±9 AU         | 46±9 AU      | 46±9 AU       | 46±9 AU      | —         | —           |